# Erazoïta
L'erazoïta és un mineral de la classe dels sulfurs.

## Característiques
L'erazoïta és un sulfur de fórmula química Cu₄SnS₆. Va ser aprovada com a espècie vàlida per l'Associació Mineralògica Internacional l'any 2014, i la primera publicació data del 2016. Cristal·litza en el sistema trigonal. Es troba en forma de diminuts agregats de cristalls arrodonits de color negre tancats en cristalls de barita. Té un anàleg sintètic conegut. Estructuralment està relacionada amb la covel·lita.
L'exemplar que va servir per a determinar l'espècie, el que es coneix com a material tipus, es troba conservat a les col·lecccions del museu mineralògic de la Universitat d'Hamburg, amb el número d'espècimen "md 717".

## Formació i jaciments
Va ser descoberta a la mina Chilena, situada a la localitat de Guanaco, a la província d'Antofagasta (Regió d'Antofagasta, Xile), on sol trobar-se associada a barita. Es tracta de l'únic indret on ha estat descrita aquesta espècie mineral.